# HTC Sensation XE
HTC Sensation XE es un teléfono inteligente creado por la firma taiwanesa HTC Corporation. Las letras finales que caracterizan el nombre de este terminal significan "eXtended Edition", ya que se trata de un edición especial del teléfono inteligente HTC Sensation.
El terminal salió a la venta a principios de septiembre de 2011, como una edición limitada. Este teléfono inteligente se comercializó con unos auriculares iBeats de serie.

## Sistema de Sonido
Este terminal se caracteriza por la incorporación del sistema de sonido Beats Audio, el cual hoy en día es utilizado por todos los teléfonos inteligentes fabricados por la firma taiwanesa.

## Diferencias Frente alHTC Sensation
El HTC Sensation XE se diferencia del HTC Sensation por su diseño,una pieza de aluminio negro, con detalles en rojo en la cámara trasera, el altavoz frontal y los botones del display, y con el logo de Beats Audio en la zona inferior trasera.
También existen diferencias en cuanto a su antecesor en lo que al hardware se refiere, en el que se encuentra una batería de mayor duración (1730 mAh), un potente procesador de doble núcleo a 1,5Ghz y una memoria interna de 4GB, de los cuales sólo hay disponible para el usuario 1,15GB, expandible a través de microSD de hasta 32GB.

## Características
La pantalla es de 4,3 pulgadas y utiliza la tecnología QHD Resolution, con una alta calidad de imagen.
En cuanto al apartado de cámara, cuenta con una cámara delantera VGA y una trasera de 8 megapixels con doble flash led que permite grabar en FullHD.
Incorpora Android OS 2.3 Gingerbread con HTC Sense 3.0, aunque es actualizable a la versión de Android OS 4.0 Ice Cream Sandwich con HTC Sense 3.6
El hardware se compone de un procesador de doble núcleo a 1,5 Ghz
Su memoria es de 4GB, con 1,15GB disponibles para el usuario, pudiendo ser ampliada a través de tarjeta MicroSDHC de hasta 32GB.